# Paul Schalreuter
Paul Schalreuter, född 1525/1526, död efter 1565, kantor i Wittenberg och Zwickau, ämbetsman och domare i Gotha.
Schalreuter komponerade 1552 koralen till psalm nr 539 Vänd bort din vrede i Den svenska psalmboken 1986.